# Volgelsheim
Volgelsheim [fɔlɡəlsaim]  est une commune française située dans la circonscription administrative du Haut-Rhin et, depuis le 1er janvier 2021, dans le territoire de la Collectivité européenne d'Alsace, en région Grand Est.
Cette commune se trouve dans la région historique et culturelle d'Alsace.
Ses habitants sont les Volgelsheimois.

## Géographie

### Localisation
La commune de Volgelsheim est située à 2 km à l'ouest de l'Allemagne et du Rhin, à environ 1,5 km à l'est de Neuf-Brisach.

### Géologie et relief
- Hydrogéologie et climatologie : Système d’information pour la gestion de l’Aquifère rhénan :

Territoire communal : Occupation du sol (Corinne Land Cover); Cours d'eau (BD Carthage),
Géologie : Carte géologique; Coupes géologiques et techniques,
 Hydrogéologie : Masses d'eau souterraine; BD Lisa; Cartes piézométriques.
- Synthèse des principales informations relatives aux eaux souterraines pour la commune de VOLGELSHEIM.

### Sismicité
Commune située dans une zone 3 de sismicité modérée.

### Hydrographie

#### Réseau hydrographique
La commune est dans le bassin versant du Rhin au sein du bassin Rhin-Meuse. Elle est drainée par le canal du Rhône au Rhin, le canal de Neuf-Brisach, le ruisseau du Muhlbach de la Hardt, la rigole de Widensohlen, le canal Vauban, le Thierbachgraben et le Grungiessen,,.
Le canal du Rhône au Rhin est un canal français qui relie la Saône, affluent navigable du Rhône, au Rhin, par la vallée du Doubs et son prolongement en Haute Alsace jusqu'à Niffer sur le Rhin, un autre prolongement rejoignant Strasbourg par la canalisation de l'Ill. La commune est sur la section qui relie Valdieu-Lutran à Saint-Symphorien-sur-Saône. 
Le canal de Neuf-Brisach, d'une longueur de 35 km, est un canal, chenal non navigable qui relie la commune de Biesheim à Kunheim, où il se jette dans le canal du Rhône au Rhin. 
Le ruisseau du Muhlbach de la Hardt, d'une longueur de 38 km, prend sa source dans la commune de Ottmarsheim et se jette  dans le canal de Neuf-Brisach à Biesheim, après avoir traversé 15 communes. 

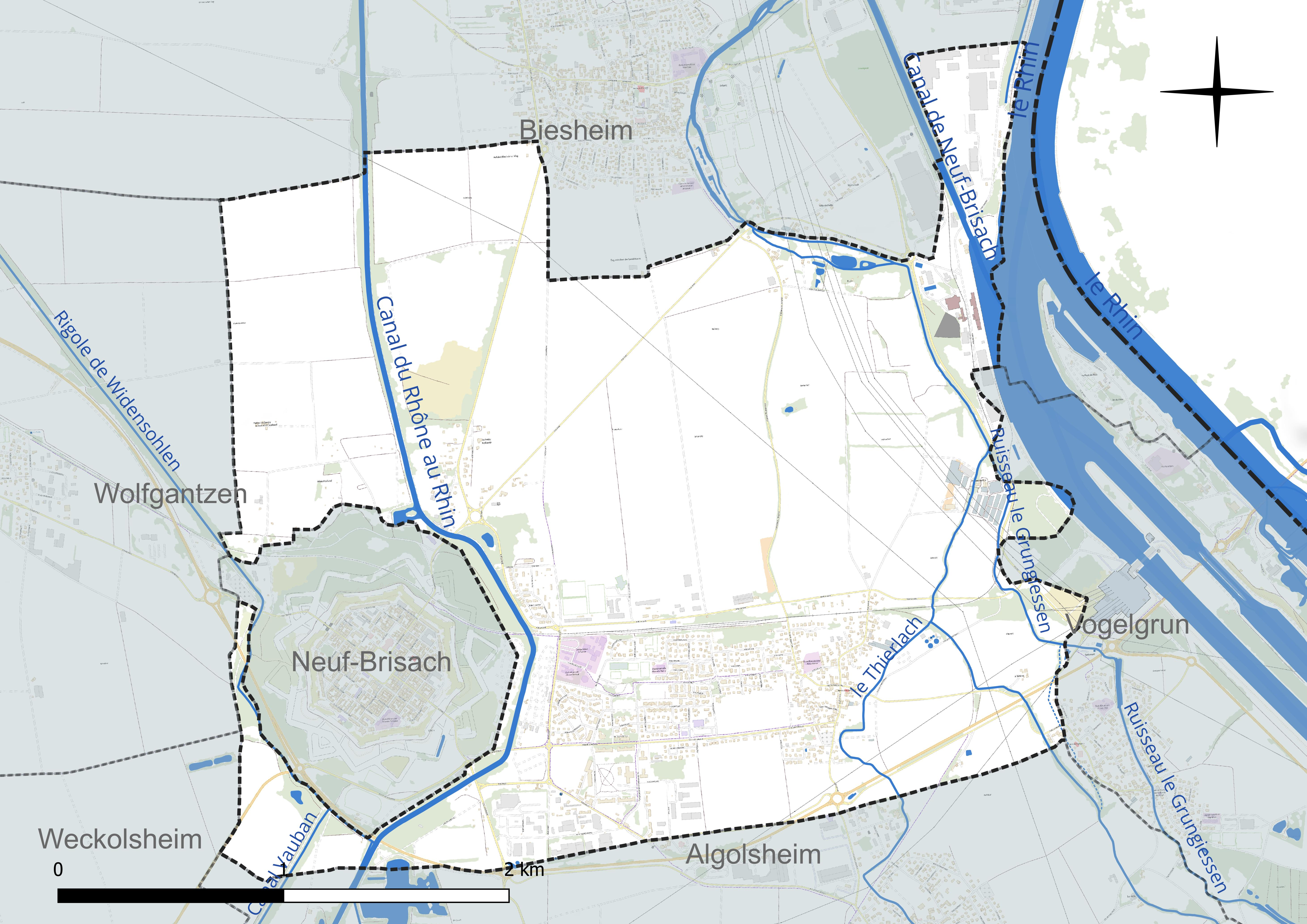
Réseau hydrographique de Volgelsheim.

La rigole de Widensohlen, d'une longueur de 17 km, prend sa source dans la commune de Neuf-Brisach et se jette  dans la Blind à Jebsheim, après avoir traversé sept communes. 
Le canal Vauban, d'une longueur de 24 km, prend sa source dans la commune de Ensisheim et se jette  dans la rigole de Widensohlen à Neuf-Brisach, après avoir traversé 14 communes. 
Le Thierbachgraben, d'une longueur de 12 km, prend sa source dans la commune de Nambsheim et se jette  dans 0 sur la commune, après avoir traversé cinq communes. 

#### Gestion et qualité des eaux
Le territoire communal est couvert par le schéma d'aménagement et de gestion des eaux (SAGE) « Ill Nappe Rhin ». Ce document de planification concerne la nappe phréatique rhénane, les cours d'eau de la plaine d'Alsace et du piémont oriental du Sundgau, les canaux situés entre l'Ill et le Rhin et les zones humides de la plaine d'Alsace. Le périmètre s’étend sur 3 596 km2. Il a été approuvé le 17 janvier 2005. La structure porteuse de l'élaboration et de la mise en œuvre est la région Grand Est. 
La qualité des cours d’eau peut être consultée sur un site dédié géré par les agences de l’eau et l’Agence française pour la biodiversité.

### Climat
Pour des articles plus généraux, voir Climat du Grand Est et Climat du Haut-Rhin.
En 2010, le climat de la commune est de type climat océanique altéré, selon une étude du Centre national de la recherche scientifique s'appuyant sur une série de données couvrant la période 1971-2000. En 2020, Météo-France publie une typologie des climats de la France métropolitaine dans laquelle la commune est exposée à un climat semi-continental et est dans la région climatique  Alsace, caractérisée par une pluviométrie faible, particulièrement en automne et en hiver, un été chaud et bien ensoleillé, une humidité de l’air basse au printemps et en été, des vents faibles et des brouillards fréquents en automne (25 à 30 jours). 
Pour la période 1971-2000, la température annuelle moyenne est de 10,6 °C, avec une amplitude thermique annuelle de 17,8 °C. Le cumul annuel moyen de précipitations est de 628 mm, avec 7,7 jours de précipitations en janvier et 9,6 jours en juillet. Pour la période 1991-2020, la température moyenne annuelle observée sur la station météorologique de Météo-France la plus proche, « Colmar-Inra », sur la commune de Colmar à 16 km à vol d'oiseau, est de 11,3 °C et le cumul annuel moyen de précipitations est de 558,0 mm. 
La température maximale relevée sur cette station est de 39,6 °C, atteinte le 13 août 2003 ; la température minimale est de −22,5 °C, atteinte le 22 février 1986,,. 
Les paramètres climatiques de la commune ont été estimés pour le milieu du siècle (2041-2070) selon différents scénarios d'émission de gaz à effet de serre à partir des nouvelles projections climatiques de référence DRIAS-2020. Ils sont consultables sur un site dédié publié par Météo-France en novembre 2022.

### Communes limitrophes
| Wolfgantzen  | Biesheim   |                                    |
| Neuf-Brisach | Volgesheim | Le Rhin Vieux-Brisach ( Allemagne) |
|              | Algolsheim | Vogelgrun                          |

### Intercommunalité
Commune membre de la Communauté de communes Pays Rhin-Brisach.

## Urbanisme

### Typologie
Au 1er janvier 2024, Volgelsheim est catégorisée ceinture urbaine, selon la nouvelle grille communale de densité à sept niveaux définie par l'Insee en 2022.
Elle appartient à l'unité urbaine de Neuf-Brisach, une agglomération intra-départementale regroupant trois  communes, dont elle est ville-centre,,. Par ailleurs la commune fait partie de l'aire d'attraction de Colmar, dont elle est une commune de la couronne,. Cette aire, qui regroupe 95 communes, est catégorisée dans les aires de 50 000 à moins de 200 000 habitants,.

### Occupation des sols
L'occupation des sols de la commune, telle qu'elle ressort de la base de données européenne d’occupation biophysique des sols Corine Land Cover (CLC), est marquée par l'importance des territoires agricoles (70 % en 2018), en diminution par rapport à 1990 (74,2 %). La répartition détaillée en 2018 est la suivante : 
terres arables (61,4 %), zones urbanisées (14,2 %), zones industrielles ou commerciales et réseaux de communication (12,5 %), zones agricoles hétérogènes (8,6 %), espaces verts artificialisés, non agricoles (1,8 %), eaux continentales (1,6 %). L'évolution de l’occupation des sols de la commune et de ses infrastructures peut être observée sur les différentes représentations cartographiques du territoire : la carte de Cassini (XVIIIe siècle), la carte d'état-major (1820-1866) et les cartes ou photos aériennes de l'IGN pour la période actuelle (1950 à aujourd'hui).

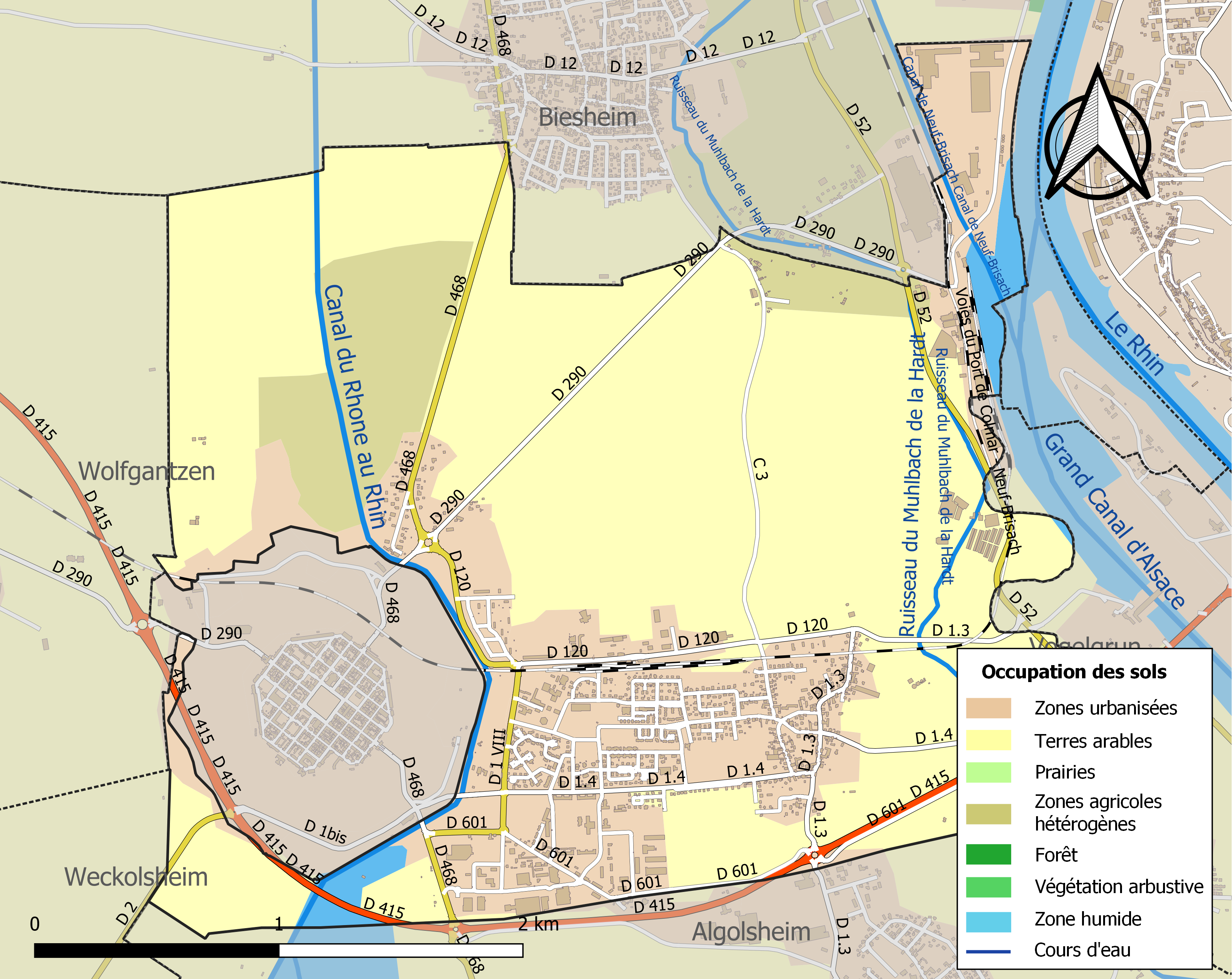
Carte des infrastructures et de l'occupation des sols de la commune en 2018 (CLC).

### Voies de communications et transports

#### Voies routières
Il y a 17 km de la mairie de Colmar à celle de Volgelsheim et 381 km de Paris Notre-Dame à Colmar. 

#### Transports en commun
- Transports en Alsace.
- Fluo Grand Est.

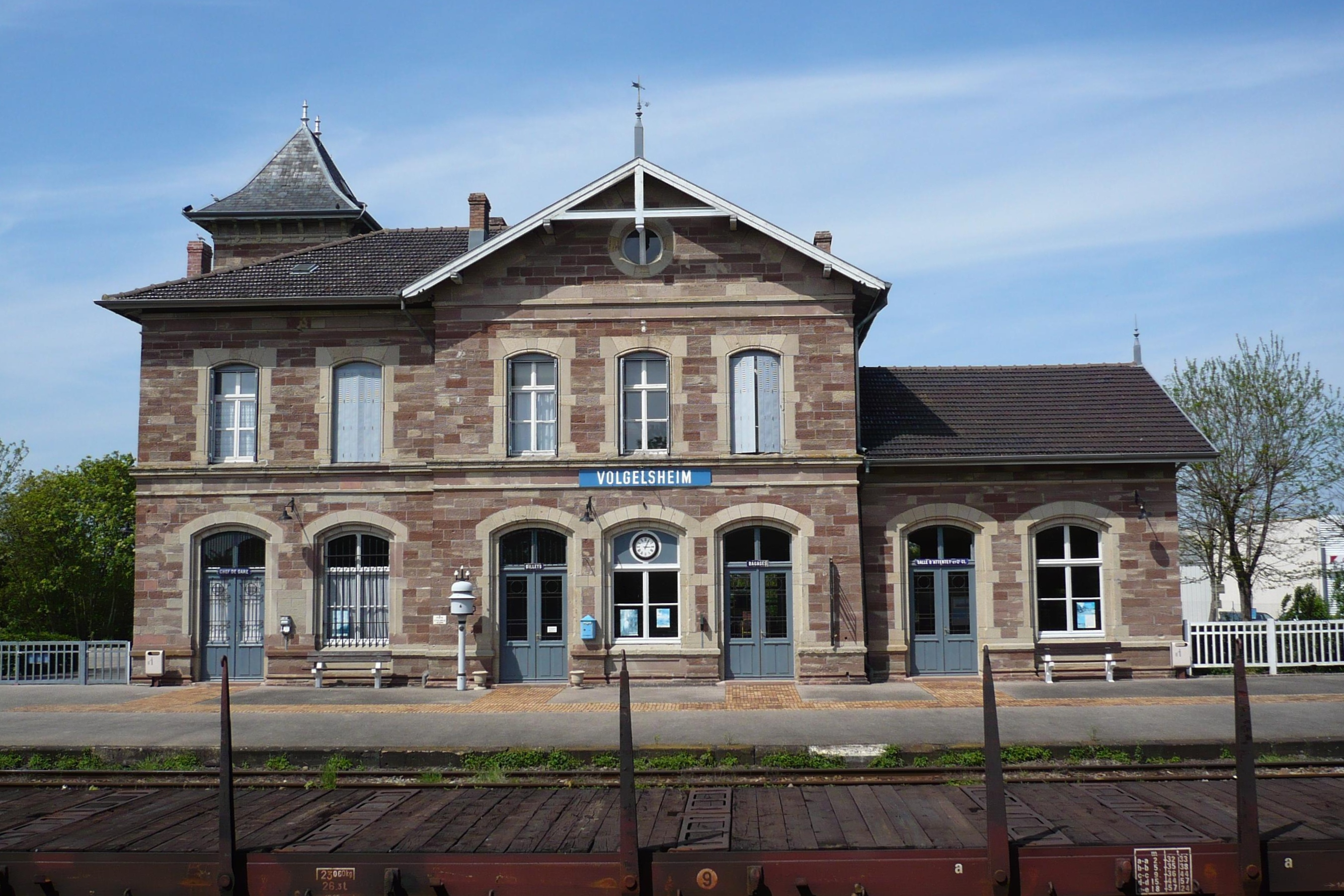
La gare de Volgelsheim.

Gare de Volgelsheim, construite en 1880 à l'époque du Reichsland Elsass-Lothringen, elle s'appelle « Neuf-Brisach Gare » avant son rachat par la municipalité en 1993. Restaurée, elle est renommée Gare de Volgelsheim et confiée à l'association Chemin de fer touristique du Rhin (CFTR). Depuis, elle est la gare de départ et d'arrivée des trains touristiques et historiques du CFTR.
Cette gare apparaît dans le film La Grande Illusion.
La commune est desservie du lundi au vendredi- sauf jours fériés en France et vendredi saint et 26 décembre - par les bus (blancs) L Kunegel de Colmar, aucun bus TER ne desservent la commune et le bus transfrontalier y passe pour déposer des voyageurs venant de Breisach ou Colmar le dimanche et/ou jours fériés en France mais ne prend aucun voyageur, il faut donc se rendre à Breisach D B (gare ferroviaire) pour y prendre le bus Colmar ⇔ Freiburg RFA par le Pont du Rhin.

## Histoire

### Chronologie
- 742 - le village s'appelle « Folcolfesheim »[25].
- 1674 - En 1674, Volgelsheim est incendiée par les troupes françaises pour empêcher l’ennemi de s'y retrancher[26].
- 1699 - Louis XIV charge Vauban de la construction d'une nouvelle place forte. Neuf-Brisach est construit en partie sur le territoire de Volgelsheim[27].
- 1826 - Volgelsheim généralement appelé « La Sirène[28] » compte 330 habitants dont 130 catholiques et 200 protestants[29].
- La population fut déplacée entre septembre 1939 et juin 1940 à Ruffiac et Antagnac (Lot-et-Garonne), une zone militaire de 10 km le long du Rhin ayant été établie par le ministère de la guerre.

Après la Seconde Guerre mondiale, la région de Volgelsheim s’industrialise rapidement avec la création du port rhénan et l’installation de nombreuses usines comme Rhénalu ou Wrigleys. Afin de pouvoir loger les ouvriers, le conseil municipal décide le 11 juillet 1964 de créer une zone à urbaniser en priorité de 1 750 logements sous forme de barres sur le territoire de la commune. La construction débute en 1968 et est confiée à LogiEst. De nombreux problèmes apparaissent toutefois rapidement : le projet d’ensemble est mal conçu, avec un habitat de forte densité implanté dans une zone sans moyens de communication ni services, les immeubles sont mal construits et le financement est inadéquat, amenant la commune à lourdement s’endetter. Le projet est arrêté en 1976, alors que seulement 360 logements ont alors été réalisés. Les immeubles existants sont démolis à partir de 1992.

### Héraldique
| Blason de Volgelsheim | Les armes de Volgelsheim se blasonnent ainsi : « D'or au chevron d'azur abaissé, accompagné de deux lions de sable en chef. » |

Les armoiries sont établies d'après l'Armorial Général créé sous Louis XIV (1697), par la Commission Départementale d'Héraldique en sa séance du 16 mars 1961 présidée par Monsieur le préfet du Haut-Rhin.

## Politique et administration
| Période                                  | Période   | Identité      | Étiquette | Qualité                |
| ---------------------------------------- | --------- | ------------- | --------- | ---------------------- |
| Les données manquantes sont à compléter. |           |               |           |                        |
| 1901                                     | 1924      | Jean Hemmerle |           |                        |
| 1924                                     | 1945      | Alfred Rebert | SFIO      |                        |
| 1945                                     | mars 1971 | Jean Hemmerle |           |                        |
| mars 1971                                | mars 1977 | Charles Klem  |           |                        |
| mars 1977                                | 2005      | André Mann    | DVD       |                        |
| 2005                                     | mars 2014 | Benoît Roth   | SE        |                        |
| mars 2014                                | En cours  | Philippe Mas  | DVD       | Cadre du secteur privé |

### Budget et fiscalité 2021
En 2021, le budget de la commune était constitué ainsi :
- total des produits de fonctionnement : 24 326 000 €, soit 894 € par habitant ;
- total des charges de fonctionnement : 2 397 000 €, soit 883 € par habitant ;
- total des ressources d'investissement : 1 168 000 €, soit 431 € par habitant ;
- total des emplois d'investissement : 540 000 €, soit 199 € par habitant ;
- endettement : 421 000 €, soit 155 € par habitant.

Avec les taux de fiscalité suivants :
- taxe d'habitation : 7,39 % ;
- taxe foncière sur les propriétés bâties : 21,69 % ;
- taxe foncière sur les propriétés non bâties : 36,09 % ;
- taxe additionnelle à la taxe foncière sur les propriétés non bâties : 0,00 % ;
- cotisation foncière des entreprises : 0,00 %.

Chiffres clés Revenus et pauvreté des ménages en 2020 : médiane en 2020 du revenu disponible, par unité de consommation : 22 390 €.

## Économie

### Entreprises et commerces

#### Agriculture
- Culture de céréales, de légumineuses et de graines oléagineuses[34].
- Culture et élevage associés.
- Élevage d'autres animaux.
- Reproduction de plantes.

#### Tourisme
- Restauration traditionnelle.
- Gîtes ruraux et chambres d'hôtes à Algolsheim, Neuf-Brisach.
- Volgelsheim a acquis une fleur au concours des villes et villages fleuris, elle est citée dans la Liste des villes et villages fleuris de France.

#### Commerces
- Commerces et services de proximité[35].

## Population et société

### Démographie

#### Pyramide des âges
L'évolution du nombre d'habitants est connue à travers les recensements de la population effectués dans la commune depuis 1793. Pour les communes de moins de 10 000 habitants, une enquête de recensement portant sur toute la population est réalisée tous les cinq ans, les populations de référence des années intermédiaires étant quant à elles estimées par interpolation ou extrapolation. Pour la commune, le premier recensement exhaustif entrant dans le cadre du nouveau dispositif a été réalisé en 2006.

En 2022, la commune comptait 2 714 habitants, en évolution de +2,65 % par rapport à 2016 (Haut-Rhin : +0,66 %, France hors Mayotte : +2,11 %).
| 1793 | 1800 | 1806 | 1821 | 1831 | 1836 | 1841 | 1846 | 1851 |
| ---- | ---- | ---- | ---- | ---- | ---- | ---- | ---- | ---- |
| 254  | 163  | 307  | 330  | 370  | 406  | 413  | 424  | 431  |

| 1856 | 1861 | 1866 | 1871 | 1875 | 1880 | 1885 | 1890 | 1895 |
| ---- | ---- | ---- | ---- | ---- | ---- | ---- | ---- | ---- |
| 430  | 421  | 432  | 365  | 337  | 358  | 308  | 328  | 347  |

| 1900 | 1905 | 1910  | 1921  | 1926  | 1931  | 1936  | 1946 | 1954  |
| ---- | ---- | ----- | ----- | ----- | ----- | ----- | ---- | ----- |
| 357  | 379  | 1 115 | 1 595 | 1 814 | 1 223 | 1 865 | 450  | 1 349 |

| 1962 | 1968  | 1975  | 1982  | 1990  | 1999  | 2006  | 2011  | 2016  |
| ---- | ----- | ----- | ----- | ----- | ----- | ----- | ----- | ----- |
| 954  | 1 181 | 1 930 | 2 570 | 2 695 | 2 382 | 2 301 | 2 368 | 2 644 |

| 2021  | 2022  | - | - | - | - | - | - | - |
| ----- | ----- | - | - | - | - | - | - | - |
| 2 702 | 2 714 | - | - | - | - | - | - | - |

## Enseignement
Établissements d'enseignements :
- Écoles maternelles et primaires.
- Volgelsheim a un collège public d'enseignement secondaire, le collège Robert Schuman.
- Lycées à Colmar,

### Santé
Professionnels et établissements de santé :
- Médecins à Neuf-Brisach, Biesheim, Dessenheim, Kunheim, Sundhoffen,
- Pharmacies à Neuf-Brisach, Biesheim, Sundhoffen, Fessenheim, Muntzenheim, Sainte-Croix-en-Plaine,
- Hôpitaux à Neuf-Brisach, Colmar, Rouffach.

### Cultes
- Culte catholique, Communauté de paroisses Saint Etienne en Pays de Brisach[42], Diocèse de Strasbourg[43].
- Culte protestant[44].
- Église évangélique.

## Lieux et monuments
Patrimoine religieux :
- Chapelle évangélique (1932)[45],[46].
- Monument aux morts[47] : Conflits commémorés : 1870-1871-  1914-1918 - 1939-1945 .
- Monument du Général Michel-Armand de Beaupuy[48].
- Calvaire Fiewerkritz.
- Croix de chemin C[49].

Autres lieux et patrimoines :
- Mairie[50].
- Fort Mortier, construit en 1668 (actuellement Champignonnières Senger[51]), c'est une fortification avancée de l'ancienne place de Brisach. Après le traité de Ryswick (1697) qui consacre le retour de Brisach à la Maison d'Autriche, il est remanié en ouvrage avancé de la nouvelle place forte de Neuf-Brisach. Le Fort Mortier comprenait deux casernes et des casemates pour les cadets de l'École militaire, une église et un cimetière. Seule la porte d'entrée surmontée d'un trophée est inscrite à l'inventaire des monuments historiques[52].
- Caserne Abbatucci[53], construite de 1902 à 1912 par l'armée impériale allemande, elle prend le nom du Général Abbatucci après 1918. Le 9e régiment du génie y prend ses quartiers de 1962 à 1992. C'est un ensemble de bâtiments de style néo-renaissance[54].

- La gare de Volgelsheim est le point de départ du "Chemin de fer touristique du Rhin" (CFTR) qui parcourt le Ried  [55]

- Locomotives et wagons[56],[57],[58],[59],[60],[61].

## Personnalités liées à la commune
- Michel de Beaupuy (1755-1796).
- Jean Moulin (1899-1943) passa par le 9e régiment du génie à Neuf-Brisach à la caserne Abatucci après l'armistice de 1918.
- Patrick Topaloff y fut aussi soldat après 1962.